# Le civette sul comò
Le civette sul comò è un album in studio della cantautrice italiana Naïf Hérin, pubblicato nel 2011.

## Tracce
1. Parto per la luna
2. La festa delle lucciole
3. Lasciami sognare un po'
4. Ho perso una canzone
5. Una giornata triste
6. È l'inferno
7. L'uomo dalle poche parole
8. Menestrello da strapazzo
9. La ville lumière
10. Annarosa
11. Il mio anton scorderò (Nho antone escaderode)
12. Goodbye london